# One Million in Jewels
One Million in Jewels er en amerikansk stumfilm fra 1923 af J.P. McGowan.

## Medvirkende
- Helen Holmes som Helen Morgan
- J.P. McGowan som Burke
- Elinor Fair som Sylvia Ellis
- Nellie Parker Spaulding som Jane Angle
- Charles Craig som George Beresford
- Leslie Casey som William Abbott
- H.H. Pattee som Morgan